# Josh Pence
Joshua Charles Pence (* 8. června 1982, Santa Monica, Kalifornie, USA) je americký herec.

## Životopis
Pence se narodil v Santa Monice v Kalifornii. Jeho otec je realitní makléř a jeho matka je učitelka na základní škole. Navštěvoval univerzitu Dartmouth College v Hannoveru v New Hampshire, kde byl členem bratrstva Psi Upsilon. V roce 2007 se přestěhoval do Los Angeles kvůli své herecké kariéře.

## Kariéra
Pence si poprvé zahrál menší roli ve filmu z roku 2006 Kauza CIA. V roce 2010 si zahrál roli Tylera Winklevose v úspěšném filmu The Social Network, po boku Armieho Hammera.
V roce 2012 si zahrál důstojníka ve filmu Bitevní loď, po boku Liama Neesona a ve filmu Christophera Nolana Temný rytíř povstal.
V roce 2013 se objevil v kriminálním filmu Gangster Squad – Lovci mafie v roli Daryla Gatese. O rok později si zahrál ve sportovním dramatu Velký draft .
Od roku 2019 hraje v seriálu stanice Freeform, spin-offu seriálu The Fosters, Good Trouble roli Dennise.

## Filmografie

### Film
| Rok  | Název                        | Role               | Poznámky            |
| ---- | ---------------------------- | ------------------ | ------------------- |
| 2006 | Kauza CIA                    | Bonesman           |                     |
| 2009 | Wish                         | Thomasi            | krátkometrážní film |
| 2009 | The Things We Carry          | Lance              |                     |
| 2010 | The Social Network           | Tyler Winklevoss   |                     |
| 2012 | Bitevní loď                  | Šéf Moore          |                     |
| 2012 | Tichý zloděj                 | Alex Nixon         |                     |
| 2012 | Temný rytíř povstal          | Mladý Ra's al Ghul |                     |
| 2012 | Kde je Albert?               | Keevin             |                     |
| 2013 | Gangster Squad – Lovci mafie | Daryl Gates        |                     |
| 2013 | In Lieu of Flowers           | Eriku              |                     |
| 2013 | Here and now                 | Muž                | krátkometrážní film |
| 2014 | Velký draft                  | Bo Callahan        |                     |
| 2014 | Thirst                       | Billy              | krátkometrážní film |
| 2014 | The Algerian                 | Patrick            |                     |
| 2016 | Victor                       | Jimmy              |                     |
| 2016 | La La Land                   | Josh               |                     |

### Televize
| Rok       | Název                        | Role        | Poznámky                                             |
| --------- | ---------------------------- | ----------- | ---------------------------------------------------- |
| 2007      | Super Sweet 16: The Movie    | Abercrombie | TV film                                              |
| 2008      | Kriminálka New York          | Barman      | díl: „Klinický mrtvý po jeden den“                   |
| 2008      | Kriminálka Miami             | AJ Watkins  | díl: „Vražda na pláži“                               |
| 2010      | Za branou                    | Henry       | díl: „Digging the Dirt“                              |
| 2011      | Parks and Recreation         | Kovboj      | díl: „Soulmates “                                    |
| 2015      | Pomsta                       | Tony Hughes | 4 díly                                               |
| 2016      | American Horror Story: Hotel | Nick Harley | díl: „Souboj královen“                               |
| 2016–2018 | The Man in the High Castle   | Hans        | 4 díly                                               |
| 2019–2024 | Good Trouble                 | Denis       | hlavní role (2. řada–dosud), vedlejší role (1. řada) |